# Christian Pfäffle
Christian Pfäffle (ur. 8 maja 1993 w Bad Urach) – niemiecki kolarz górski, brązowy medalista mistrzostw Europy.

## Kariera
Największy sukces w karierze Christian Pfäffle osiągnął w 2013 roku, kiedy zdobył brązowy medal w kategorii U-23 podczas mistrzostw Europy w maratonie MTB w Bernie. Na rozgrywanych rok wcześniej mistrzostwach świata MTB w Leogang był czwarty w cross-country eliminatorze, przegrywając walkę o podium z Austriakiem Danielem Federspielem. Ponadto 24 maja 2013 roku w czeskim Novym Měscie po raz pierwszy w karierze stanął na podium zawodów Pucharu Świata w kolarstwie górskim. W eliminatorze zajął tam drugie miejsce, za Brytyjczykiem Kentą Gallagherem, a przed swym rodakiem Simonem Gegenheimerem. Nie brał udziału w igrzyskach olimpijskich.